# Goudvleugellijstergaai
De goudvleugellijstergaai (Trochalopteron subunicolor; synoniem: Garrulax subunicolor) is een zangvogel uit de familie Leiothrichidae.

## Verspreiding en leefgebied
Deze soort komt voor van de Himalaya tot Vietnam en telt drie ondersoorten:
- T. s. subunicolor: de centrale en oostelijke Himalaya.
- T. s. griseatum: noordelijk Myanmar en westelijk Yunnan (zuidwestelijk China).
- T. s. fooksi: zuidoostelijk China en noordelijk Vietnam.

## Status
De grootte van de populatie is niet gekwantificeerd maar de soort wordt omschreven als schaars in Bhutan tot plaatselijk algemeen in Nepal. Op de Rode lijst van de IUCN heeft deze soort de status niet bedreigd.